# Zenon Kowalowski
Zenon Kowalowski (ur. 20 marca 1939 w Białej Podlaskiej) – polski kompozytor i pedagog.

## Życiorys
Studiował kompozycję w klasie Stanisława Wiechowicza w Państwowej Wyższej Szkole Muzycznej w Krakowie (dyplom w 1962). W latach 1961–1964 uzupełniał w tamtejszej uczelni wykształcenie w zakresie dyrygentury u Witolda Krzemińskiego i Henryka Czyża. W 1964 na Konkursie Młodych Kompozytorów otrzymał wyróżnienie za utwór PSALM na 4 rogi, perkusję i orkiestrę smyczkową. Był także stypendystą Ministerstwa Kultury i Sztuki.
W latach 1967–1972 związany był z Teatrem Zagłębia w Sosnowcu, gdzie pełnił funkcję kierownika muzycznego. Jego pierwszym utworem napisanym dla tego teatru była muzyka do Zemsty (1968) w reż. Wiesława Mireckiego. W 1970 rozpoczyna współpracę ze Studiem Filmów Rysunkowych w Bielsku-Białej debiutując muzyką do filmu krótkometrażowego Syzyf (1970) w reż. Zdzisława Kudły. W tym samym okresie nawiązuje współpracę z Lechosławem Marszałkiem – znanym reżyserem i scenarzystą, twórcą wielu znakomitych filmów dla dzieci. W wyniku tej współpracy powstaje w Studio Filmów Rysunkowych w Bielsku-Białej jeden z najciekawszych polskich seriali telewizyjnych dla dzieci z kultową postacią psa Reksia w roli głównej, do którego muzyka w 64 odcinkach jest autorstwa Zenona Kowalowskiego.
Zenon Kowalowski należy także do grona cenionych twórców muzyki teatralnej i filmowej. Jest autorem muzyki do kilkunastu sztuk teatralnych i do ponad 150 filmów krótkiego i średniego metrażu. Filmy z jego muzyką prezentowane były na Śląskiej Trybunie Kompozytorów, a także podczas Śląskich Dni Muzyki Współczesnej w Katowicach, ponadto na różnych festiwalach m.in.: Festiwalu Filmów Krótkometrażowych w Krakowie; Biennale Sztuki dla Dziecka w Poznaniu – gdzie na V Biennale w 1981 otrzymał Nagrodę Specjalną za muzykę filmową dla dzieci; Ogólnopolskim Festiwalu dla Dzieci i Młodzieży (Poznań 1986); Festiwalu Sztuki Filmowej Celuloid, Człowiek, Cyfra we Wrocławiu (2007) i w Katowicach (2008). Jego muzyka prezentowana była również na wielu festiwalach międzynarodowych.
W latach 1980–2000 związany był stałą współpracą z Instytutem Muzyki na Wydziale Artystycznym Uniwersytetu Śląskiego w Cieszynie, gdzie jako wykładowca prowadził zajęcia z instrumentacji, aranżacji muzycznej i kompozycji. Od 1992 do 2007 współpracował z prywatną Szkołą Muzyki Rozrywkowej Nice Noise w Katowicach w charakterze wykładowcy przedmiotów teoretycznych.
W 1980 roku został uhonorowany Złotą Maską za twórczość muzyczną do sztuk teatralnych. W 1998 otrzymał Medal Komisji Edukacji Narodowej za szczególne zasługi dla oświaty i wychowania. Od 1972 roku należy do Stowarzyszenia Autorów ZAiKS, a od 1974 roku jest członkiem Związku Kompozytorów Polskich.

## Wybrane utwory
(na podstawie materiału źródłowego)
- Freski – dwa klarnety (1959)
- Miniatury fortepianowe (1960)
- Szkice liryczne – orkiestra symfoniczna (1962)
- Psalm – 4 rogi, perkusja i orkiestra smyczkowa (1964)
- Canto – dziecięcy zespół instrumentalny z cyklu: Muzyka dla dzieci (1965)
- Muzyka do spektaklu teatralnego Zemsta w reż. Wiesława Mireckiego (1967)
- Muzyka do spektaklu teatralnego Bolesław Śmiały w reż. Józefa Pary (1969)
- Muzyka do spektaklu teatralnego Majster i czeladnik w reż. Wiesława Mireckiego (1969)
- Muzyka do spektaklu teatralnego Książę niezłomny w reż. Krystyny Meissner (1970)
- Muzyka do spektaklu teatralnego Kupiec wenecki w reż. Józefa Pary (1970)
- Muzyka do spektaklu teatralnego Czarodziejska lampa Alladyna w reż. Wiesława Mireckiego (1970)
- Muzyka do spektaklu teatralnego Stracone zachody miłości w reż. Wiesława Mireckiego (1971)
- Muzyka do spektaklu teatralnego Persowie w reż. Józefa Pary (1972)
- Sekwencje 7 – kameralny zespół instrumentalny (1972)
- Muzyka na flet i fortepian (1973)
- Fonostruktury – orkiestra symfoniczna (1973)
- Muzyka do spektaklu teatralnego Niemcy w reż. Alojzego Nowaka (1974)
- Epizody – na 3 flety, kwartet smyczkowy i perkusję (1974)
- Muzyka do spektaklu teatralnego Mąż i żona w reż. Józefa Wyszomirskiego (1975)
- Gdy zmrok zapada – pieśń na 4-głosowy chór mieszany (1980)
- Muzyka do spektaklu teatralnego Wierna rzeka w reż. Juliana Dziedziny (1981)
- Muzyka do spektaklu teatralnego Przygoda zegara w reż. Tadeusza Wiśniewskiego (1992)
- Muzyka do filmu Syzyf w reż. Zdzisława Kudły (1970)
- Muzyka do filmu Bruk w reż. Zdzisława Kudły (1971)
- Muzyka do filmu Zdarzenie w reż. Bronisława Zemana (1971)
- Muzyka do filmu Kwiat w reż. Zdzisława Kudły (1972)
- Muzyka do filmu Tropami mitów w reż. Jana Petryszyna (1974)
- Muzyka do filmu Proste jak myczenie w reż. Jana Petryszyna (1974)
- Muzyka do filmu Przyjaciół znajdziesz wszędzie w reż. Franciszka Pytera (1974)
- Muzyka do filmu To jest to w reż. Jana Petryszyna (1974)
- Muzyka do filmu Żeby pomoc nie przyszła za późno w reż. Zdzisława Poznańskiego (1974)
- Muzyka do filmu Paradis w reż. Jana Petryszyna (1975)
- Muzyka do filmu Impas w reż. Zdzisława Kudły (1975)
- Muzyka do filmu Piano, piano, pianissimo w reż. Jana Petryszyna (1975)
- Muzyka do filmu Atom w reż. Lechosława Marszałka (1975)
- Muzyka do filmu Knock down w reż. Bronisława Zemana (1975)
- Muzyka do filmu Gilgamesz w reż. Jana Petryszyna (1976)
- Muzyka do filmu Studium w reż. Bronisława Zemana (1977)
- Muzyka do filmu Wilki w reż. Bronisława Zemana (1978)
- Muzyka do filmu As atutowy w reż. Lechosława Marszałka (1979)
- Muzyka do filmu Życiodajna w reż. Jana Petryszyna (1980)
- Muzyka do filmu Passa w reż. Romualda Kłysa (1981)
- Muzyka do filmu Jubilat w reż. Romualda Kłysa (1982)
- Muzyka do filmu Exodus w reż. Zdzisława Poznańskiego (1981)
- Muzyka do filmu Kanon w reż. Wiesława Zięby (1982)
- Muzyka do filmu Wizyta w reż. Jana Petryszyna (1982)
- Muzyka do filmu Przy młynie w reż.. Edwarda Wątora (1983)
- Muzyka do filmu Mały cyrk w reż. Aleksandry Magnuszewskiej-Oczko oraz Aleksandra Oczko (1983)
- Muzyka do filmu To nic trudnego w reż. Mariana Cholerka (1983)
- Muzyka do filmu Spotkanie w reż. Józefa Byrdego (1986)
- Muzyka do filmu Pożegnanie w reż. Edwarda Wątora (1986)
- Muzyka do filmu Światłocień w reż. Romualda Kłysa (1986)
- Humoreska sylabiczna – 4-głosowy chór mieszany (1987)
- Muzyka do filmu Na szlaku w reż. Franciszka Pytera (1988)
- Impresja – organy (1990)
- Muzyka do filmu Mr. Beef w reż. Franciszka Pytera (1992)
- Koncert fortepianowy Nr 1 z cyklu: Muzyka dla dzieci (1994)
- Koncert fortepianowy Nr 2 z cyklu: Muzyka dla dzieci (1994)
- Muzyka do filmu Jaszczur w reż. Marka Burdy (1996)
- Monument – pieśń na 4-głosowy chór męski (1998)
- Pieśń dziękczynna – 4-głosowy chór męski (1998)
- Andante – wiolonczela (2001)
- Hymn – 4-głosowy chór mieszany (2003)
- Bagatela 1 – fortepian (druga wersja) (2004)
- Bagatela 2 – fortepian (druga wersja) (2004)
- Muzyczne wędrówki – fortepian z cyklu: Muzyka dla dzieci (2005)
- Muzyczne wędrówki – skrzypce i dwoje skrzypiec z fortepianem z cyklu: Muzyka dla dzieci (2006)
- Muzyczne wędrówki – trio smyczkowe z fortepianem z cyklu: Muzyka dla dzieci (2006)
- 3 Impresje – fortepian (2007)
- 4 Eseje – fortepian (2008)
- Muzyczne wędrówki – trio instr. dętych drewnianych z fortepianem z cyklu: Muzyka dla dzieci (2008, wyd. CONTRA)
- 3 Nokturny – gitara (2009, wyd. CONTRA)
- Koncert fortepianowy nr 1 z kukułką (wersja 2) z cyklu: Muzyka dla dzieci (2009, wyd. CONTRA)
- Koncert fortepianowy nr 2 (wersja 2) z cyklu: Muzyka dla dzieci (2009, wyd. CONTRA)
- Wiosna w sercu – pieśń na 4-głosowy chór mieszany (2010)
- Usypiała Maryś – pieśń na 4-głosowy chór mieszany (2010)